# Podlipa (Krško)
Podlipa (ausgesprochen [pɔˈdliːpa]; deutsch Unterlinden, auch Podlippa) ist eine kleine Siedlung in der Stadtgemeinde Krško in Slowenien. Der Ort hatte am 1. Januar 2023 49 Einwohner.
Podlipa befindet sich in der historischen Region Unterkrain (Dolenjska).

## Geographie
Bis zur kroatischen Grenze sind es gut 10 Kilometer. Der Ort liegt nördlich der Avtocesta A2 in einem landwirtschaftlich geprägten Gebiet mit vielen weiteren kleinen Siedlungen.
In der Umgebung liegen die Orte:
| Vrh pri Površju      | Raka                                        | Cirje                         |
| Dolenja Vas pri Raki | Kompassrose, die auf Nachbargemeinden zeigt | Mikote                        |
| Smednik              | Smednik                                     | Dolenja Vas pri Raki Goli Vrh |

## Geschichte
Im Laufe des Zweiten Weltkriegs, im Herbst 1941, vertrieben die deutschen Behörden die Bewohner des Dorfes und siedelten Gottschee-Deutsche in ihren Häusern an.